# Bethel Park
Bethel Park est un borough situé dans le comté d'Allegheny, en Pennsylvanie, aux États-Unis,. En 2010, il comptait une population de 32 313 habitants. Il est incorporé le 17 mars 1949.

## Démographie
Lors du recensement de 2020, le borough comptait une population de 33 577 habitants.